# 松田巌 (物理学者)
松田 巌（まつだ いわお）は、日本の物理学者。東京大学物性研究所教授。専門は放射光。

## 経歴
早稲田大学本庄高等学院出身。1996年に東京大学理工学部を卒業後、東京大学大学院理学系研究科化学専攻にて、修士と博士（理学）の学位を取得。2001年より東京大学大学院理学研究科助教、2006年より東京大学物性研究所准教授を経て、2021年より現職。